# Ralentissement psychomoteur
 (septembre 2014).
Si vous disposez d'ouvrages ou d'articles de référence ou si vous connaissez des sites web de qualité traitant du thème abordé ici, merci de compléter l'article en donnant les références utiles à sa vérifiabilité et en les liant à la section « Notes et références ».
Un ralentissement psychomoteur (RPM) comprend un ralentissement des pensées et une réduction des mouvements physiques d'un individu. Le ralentissement psychomoteur peut causer un ralentissement des réactions physiques et émotionnelles incluant la parole. Ce type de ralentissement est très commun chez les individus atteints de dépression clinique et de trouble bipolaire, et est également associé à la prise de substances telles que les benzodiazépines. Particulièrement chez les patients hospitalisés, le ralentissement psychomoteur requiert un grand soin médical pour assurer une prise d'aliments adéquate et une hygiène personnelle suffisante. Le consentement éclairé pour un traitement peut s'avérer difficile à obtenir chez ces personnes.

## Épidémiologie

### Prévalence par diagnostics

#### Trouble dépressif majeur unipolaire
Le RPM est l’un des symptômes centraux du trouble dépressif majeur (TDM), retrouvé chez près de 70% des patients évalués cliniquement au cours d’épisodes dépressifs modérés à sévères. Cette prévalence élevée reflète l’importance du RPM dans l’évaluation diagnostique et pronostique de la dépression.

#### Trouble bipolaire
Au cours d’une phase dépressive du trouble bipolaire, le ralentissement psychomoteur (RPM) est souvent qualifié de "shutdown depression" et concernerait entre 60 et 80% des patients. Des études familiales suggèrent que la présence de RPM pourrait représenter un signe prédictif de bipolarité chez des sujets ayant d’abord présenté un diagnostic unipolaire.

#### Schizophrénie
Les patients atteints de schizophrénie souffriraient de ralentissement psychomoteur pour environ 40 à 50% d’entre eux et pour 92%, de légères atteintes motrices détectables par des échelles standardisées comme la Heidelberg NSS Scale,. Ce syndrome est corrélé à un pronostic fonctionnel défavorable et à une moindre réponse aux traitements antipsychotiques.

### Facteurs sociodémographiques
Le taux de RPM augmente avec l'avancement de l'âge chez les personnes souffrant de dépression ou de schizophrénie. De plus, les "neurological soft signs" (NSS) ou "signes neurologiques doux" sont également d'autant plus fréquents avec l’âge.

## Symptômes
Certains symptômes du ralentissement psychomoteur peuvent inclure :
1. Une difficulté inexplicable à effectuer ce qui est considéré comme des tâches d'hygiène personnelle "habituelles" ou "automatiques" pour les personnes "saines" : prendre une douche, s'habiller, se coiffer, se brosser les dents, se préparer à manger ou faire de l'exercice.
2. Une difficulté à réaliser des activités physiques qui requièrent normalement un minimum de pensée ou d'effort, comme monter des escaliers, sortir du lit, se préparer à manger ou débarrasser la table après un repas, effectuer des tâches ménagères, répondre au téléphone, etc.
3. Une impossibilité à effectuer des activités nécessitant de bouger : sortir faire des courses, s'occuper d'un enfant, réaliser les tâches demandées au travail ou à l'école. Les individus faisant l'expérience de ce symptôme ressentent typiquement que quelque chose ne va pas mais ne sont pas capables d'expliquer pourquoi ils sont dans l'impossibilité d'effectuer ces tâches.
4. Les activités nécessitant un minimum d'effort mental deviennent éprouvantes : faire un chèque, préparer une liste de courses, prendre des décisions pour des activités banales deviennent souvent difficiles.